# دغلیان بالا
38°28′06″N 46°47′16″E / 38.46833°N 46.78778°E
دغلیان بالا یکی از روستاهای استان آذربایجان شرقی است که در دهستان آذغان بخش مرکزی شهرستان اهر واقع شده‌است.این روستا ۲۲۱ نفر جمعیت دارد.